# Cranaodes stereopa
Cranaodes stereopa är en fjärilsart som beskrevs av Edward Meyrick 1919. Cranaodes stereopa ingår i släktet Cranaodes och familjen äkta malar.
Artens utbredningsområde är Colombia. Inga underarter finns listade i Catalogue of Life.